# 別山

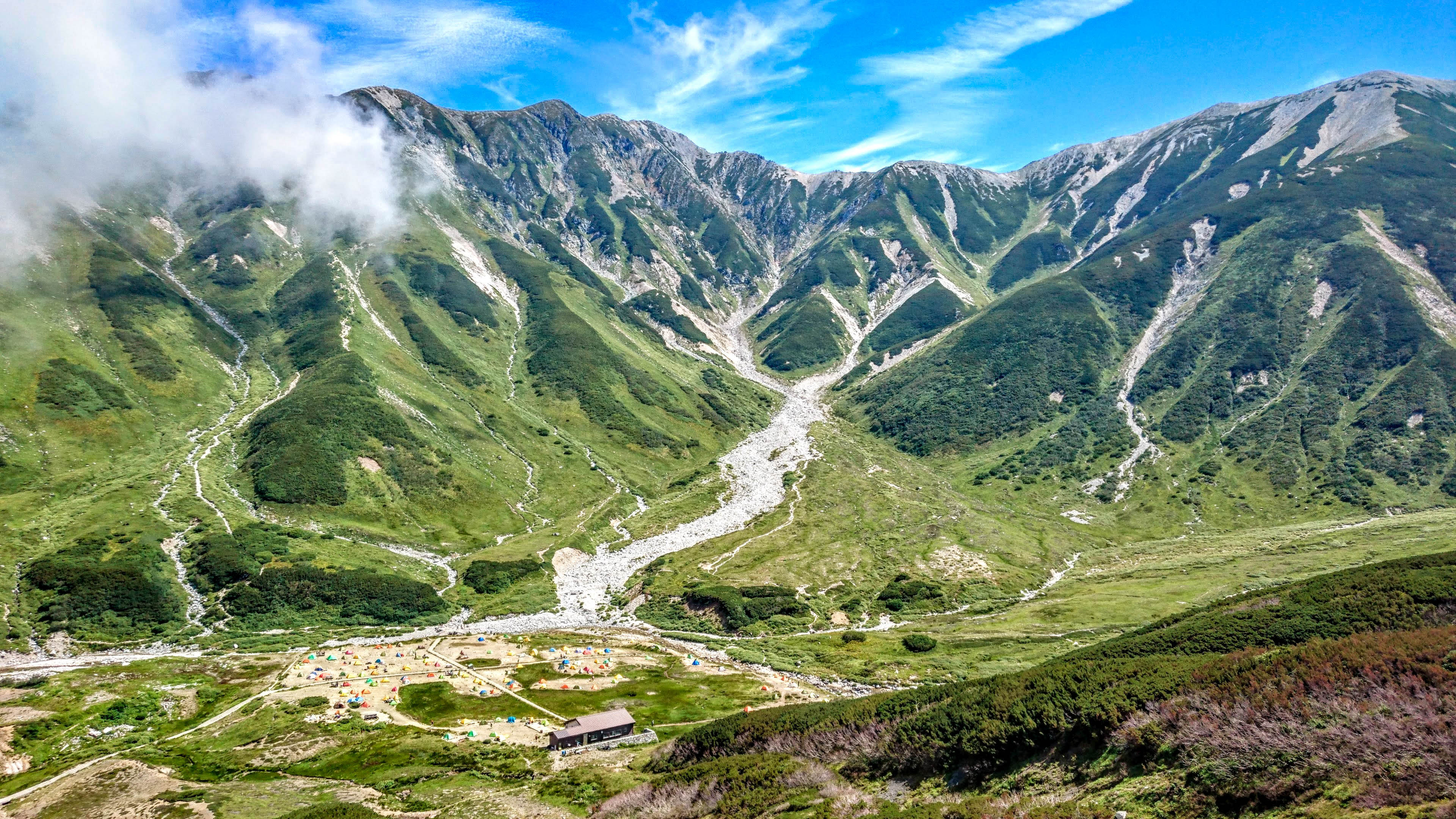
雷鳥荘付近から見た別山(真中左)、真砂岳（右）、左下方に雷鳥沢キャンプ場

別山（べっさん）は、富山県・飛騨山脈（北アルプス）の立山連峰にある標高は2,880mの山。

## 概要
立山本峰から北方へ真砂岳を望み、その先の稜線上にある。かつて『今昔物語』において「帝釈山」と呼ばれた。別山に、雄山、浄土山を合わせて「立山三山」と呼ばれている。山頂部には、「硯ヶ池」がある。標高2880mで、日本でも高所の池である。 
山頂から北方を望むと、剣沢越しにそそり立つ剱岳の雄姿が眼前に迫り、登山者の定番スポットとなっている。

## 登山

### 登山ルート
- 室堂駅 - みくりが池温泉 - 雷鳥沢 - 剱前小舎- 別山
- 室堂駅 - 一ノ越山荘 - 立山本峰 - 真砂岳 - 別山

### 周辺の山小屋
周辺には多数の山小屋があり、山頂から登山経路上での最寄りの山小屋は剱御前小舎である。室堂周辺にも、温泉施設がある山小屋や宿泊施設がある。
| 名称       | 所在地                 | 別山からの 方角と距離（km） | 標高 （m） | 収容 人数 | キャンプ 指定地 |
| ---------- | ---------------------- | --------------------------- | ---------- | --------- | --------------- |
| 剱澤小屋   | 剱沢・三田平           | 北 0.8                      | 2,400      | 64        | 300張           |
| 剱御前小舎 | 別山乗越               | 西 0.9                      | 2,760      | 120       | なし            |
| 内蔵助山荘 | 真砂尾根・真砂岳北東下 | 南 1.0                      | 2,790      | 60        | なし            |

## 地理

### 周辺の山
最高点は北峰（標高2,880m）で、南峰（標高2,874m）との間には硯ヶ池（渇水時には涸れる場合がある。）がある。飛騨山脈（北アルプス）の立山連峰の剱御前と真砂岳との間にある山。剱御前との間には別山乗越の鞍部、真砂岳との間には真砂乗越の鞍部がある。

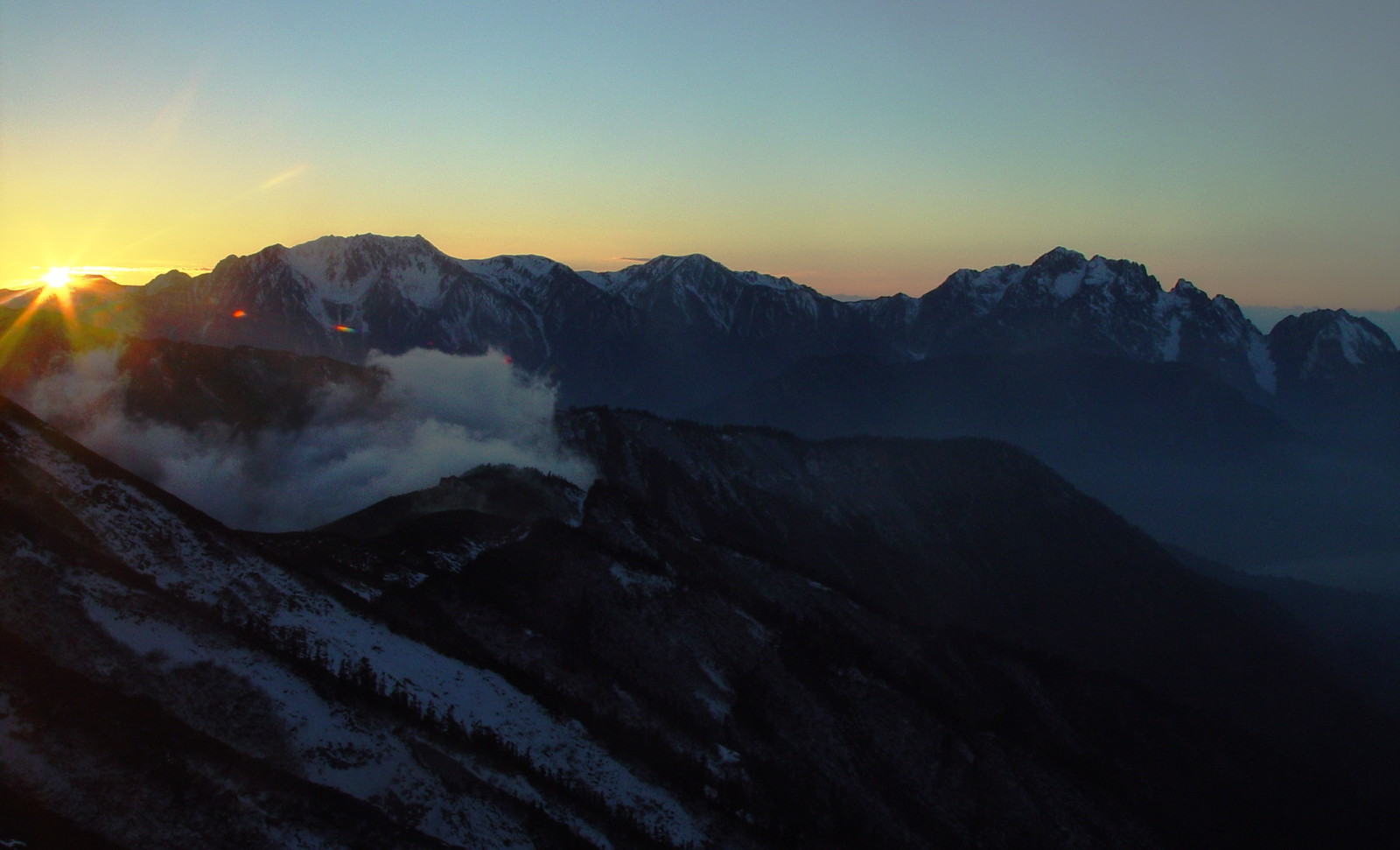
鹿島槍ヶ岳方面から望む周辺の山

| 山容 | 名称     | 標高 （m） | 三角点                | 別山からの 方角と距離（km） | 備考                                     |
| ---- | -------- | ---------- | --------------------- | --------------------------- | ---------------------------------------- |
|      | 剱岳     | 2,999      | （三等） 2,997.07     | 北 2.9                      | 日本百名山                               |
|      | 奥大日岳 | 2,611      | （三等） 2,605.94     | 北西 10.4                   | 日本二百名山                             |
|      | 剱御前   | 2,776.58   | 三等                  | 北西 1.2                    |                                          |
|      | 別山     | 2,880      |                       | 0                           | 日本の第37位の高峰                       |
|      | 真砂岳   | 2,861      |                       | 南 1.2                      | 内蔵助山荘                               |
|      | 立山本峰 | 3,015      | （一等）雄山 2,991.59 | 南 2.4                      | 日本百名山 主峰は雄山 最高標高点は大汝山 |

### 源流の河川
以下の源流となる河川は日本海へ流れる。
- 剱沢、別山沢、真砂沢　（黒部川の支流）
- 称名川　（常願寺川の支流）